# Светско првенство у ватерполу
Светско првенство у ватерполу за мушкарце је репрезентативно такмичење које организује ФИНА као саставни део Светског првенства у воденим спортовима. Такмичење је основано 1973. и од тада до 2001. се одржавало у релативно неправилним размацима, да би се након тога прешло на одржавање сваке друге године. Највише титула првака (5) освојила је Србија, укључујући и титуле освојене од репрезентације СФРЈ и Србије и Црне Горе.
У актуелном формату такмичење броји 16 тимова подељених у 4 групе са по четири. Све репрезентације обезбеђују пласман у осмину финала, а групна фаза се игра за што бољу стартну позицију у њему. Од осмине финала па надаље примењује се класични елиминациони систем.

## Досадашња првенства
| Година       | Домаћин    | Финале               | Финале               | Финале            | Меч за треће место   | Меч за треће место | Меч за треће место |
| Година       | Домаћин    | Злато                | Резултат             | Сребро            | Бронза               | Резултат           | Четврто место      |
| ------------ | ---------- | -------------------- | -------------------- | ----------------- | -------------------- | ------------------ | ------------------ |
| 1973. детаљи | Београд    | · Мађарска           | Бергеров систем      | · Совјетски Савез | · Југославија        | Бергеров систем    | · Италија          |
| 1975. детаљи | Кали       | · Совјетски Савез    | Бергеров систем      | · Мађарска        | · Италија            | Бергеров систем    | · Куба             |
| 1978. детаљи | Берлин     | · Италија            | Бергеров систем      | · Мађарска        | · Југославија        | Бергеров систем    | · Совјетски Савез  |
| 1982. детаљи | Гвајакил   | · Совјетски Савез    | Бергеров систем      | · Мађарска        | · Западна Немачка    | Бергеров систем    | · Холандија        |
| 1986. детаљи | Мадрид     | · Југославија        | 12 : 11              | · Италија         | · Совјетски Савез    | 8 : 6              | · Сједињене Државе |
| 1991. детаљи | Перт       | · Југославија        | 8 : 7                | · Шпанија         | · Мађарска           | 13 : 12            | · Сједињене Државе |
| 1994. детаљи | Рим        | · Италија            | 10 : 5               | · Шпанија         | · Русија             | 14 : 13            | · Хрватска         |
| 1998. детаљи | Перт       | · Шпанија            | 6 : 4                | · Мађарска        | · Југославија        | 9 : 5              | · Аустралија       |
| 2001. детаљи | Фукуока    | · Шпанија            | 4 : 2                | · Југославија     | · Русија             | 7 : 6              | · Италија          |
| 2003. детаљи | Барселона  | · Мађарска           | 11 : 9               | · Италија         | · Србија и Црна Гора | 5 : 3              | · Грчка            |
| 2005. детаљи | Монтреал   | · Србија и Црна Гора | 8 : 7                | · Мађарска        | · Грчка              | 11 : 10            | · Хрватска         |
| 2007. детаљи | Мелбурн    | · Хрватска           | 9 : 8                | · Мађарска        | · Шпанија            | 18 : 17            | · Србија           |
| 2009. детаљи | Рим        | · Србија             | 14 : 13              | · Шпанија         | · Хрватска           | 8 : 6              | · Сједињене Државе |
| 2011. детаљи | Шангај     | · Италија            | 8 : 7                | · Србија          | · Хрватска           | 12 : 11            | · Мађарска         |
| 2013. детаљи | Барселона  | · Мађарска           | 8 : 7                | · Црна Гора       | · Хрватска           | 10 : 8             | · Италија          |
| 2015. детаљи | Казањ      | · Србија             | 11 : 4               | · Хрватска        | · Грчка              | 11 : 9             | · Италија          |
| 2017. детаљи | Будимпешта | · Хрватска           | 8 : 6                | · Мађарска        | · Србија             | 11 : 8             | · Грчка            |
| 2019. детаљи | Квангџу    | · Италија            | 10 : 5               | · Шпанија         | · Хрватска           | 10 : 7             | · Мађарска         |
| 2022. детаљи | Мађарска   | · Шпанија            | 15 : 14 (6 : 5 пен.) | · Италија         | · Грчка              | 10 : 7             | · Хрватска         |
| 2023. детаљи | Фукуока    | · Мађарска           | 10 : 10 (4 : 3 пен.) | · Грчка           | · Шпанија            | 9 : 6              | · Србија           |
| 2024. детаљи | Доха       | · Хрватска           | 11 : 11 (4 : 2 пен.) | · Италија         | · Шпанија            | 14 : 10            | · Француска        |
| 2025. детаљи | Каланг     | · Шпанија            | 15 : 13              | · Мађарска        | · Грчка              | 16 : 7             | · Србија           |
| 2027. детаљи | Будимпешта |                      |                      |                   |                      |                    |                    |

## Биланс медаља
| Ранг | Држава    | Злато | Сребро | Бронза | Укупно |
| 1.   | Србија    | 5     | 2      | 5      | 12     |
| 2.   | Мађарска  | 4     | 8      | 1      | 13     |
| 3.   | Шпанија   | 4     | 4      | 3      | 11     |
| 4.   | Италија   | 4     | 4      | 1      | 9      |
| 5.   | Хрватска  | 3     | 1      | 4      | 8      |
| 6.   | Русија    | 2     | 1      | 3      | 6      |
| 7.   | Грчка     | 0     | 1      | 3      | 4      |
| 8.   | Црна Гора | 0     | 1      | 0      | 1      |
| 9.   | Немачка   | 0     | 0      | 1      | 1      |
|      | Укупно    | 22    | 22     | 22     | 66     |